# Agüera (Fluss)
Der ca. 30 km lange Río Agüera ist ein Küstenfluss in der Autonomen Gemeinschaft Kantabrien im Norden Spaniens.

## Verlauf
Der Río Agüera entspringt in den kantabrischen Bergen ca. 3 km südlich des Weilers (pedanía) Mollinedo in der kantabrischen Exklave Valle de Villaverde. Er fließt nahezu konstant in nördliche Richtungen und mündet schließlich in der Meeresbucht Ría de Oriñón beim zur Gemeinde Castro Urdiales gehörenden Weiler Oriñón in den Golf von Biskaya.

## Orte
- La Capitana
- Trucios
- Guriezo
- Pomar